# Thomas Jukes
Thomas Hughes Jukes (* 26. August 1906 in Hastings; † 1. November 1999) war ein britisch-amerikanischer Biologe, der vor allem für seine Arbeiten zu Ernährungsfrage, Molekularbiologie und seiner Beteiligung an der Diskussion über DDT, Vitamin C und Kreationismus bekannt wurde.
Thomas Jukes kam in Großbritannien zur Welt, zog aber 1924 nach Toronto. Von der University of Toronto graduierte er 1933 mit einem Ph. D. in Biochemie. Er wurde durch seine häufig polemischen Attacken bekannt, mit der sich an einer Reihe, in der Öffentlichkeit breit diskutierter Themen beteiligte. Er gehörte zu den Gegnern der Einführung des Kreationismus als Unterrichtsstoff an kalifornischen Schulen. Er kämpfte außerdem entschieden gegen das DDT-Verbot und zählte zu den schärfsten Kritikern von Rachel Carsons einflussreichem Buch Der Stumme Frühling, das zu einem der Wendepunkte in der US-amerikanischen Umweltbewegung wurde. Zwischen 1975 und 1980 hatte er eine Kolumne im Journal Nature, in der er häufig Dinge thematisierte, die er als Pseudowissenschaft betrachtete.
Thomas Jukes starb 1999 an Lungenentzündung.